# Gacería
La gacería, también conocida como briquería o briquero, es una variante lingüística cuyo núcleo tiene origen entre los siglos XII y XIII, destaca su especial arraigue durante los siglos XIX y XX como jerga dentro del mundo profesional de los fabricantes de trillos y aperos de labranza, tratantes de ganado así como de otras actividades comerciales tradicionales, aunque su uso no se viene limitando a la actividad laboral.
Es hablada especialmente en la ciudad segoviana de Cantalejo y municipios limítrofes, aunque está tibiamente extendida en otras zonas de la provincia de Segovia, en Castilla y León, España.

## Etimología
Tanto briquería como briquero derivan de la gacería brica, metátesis del español criba ‘método de separación de granos’.

## Origen

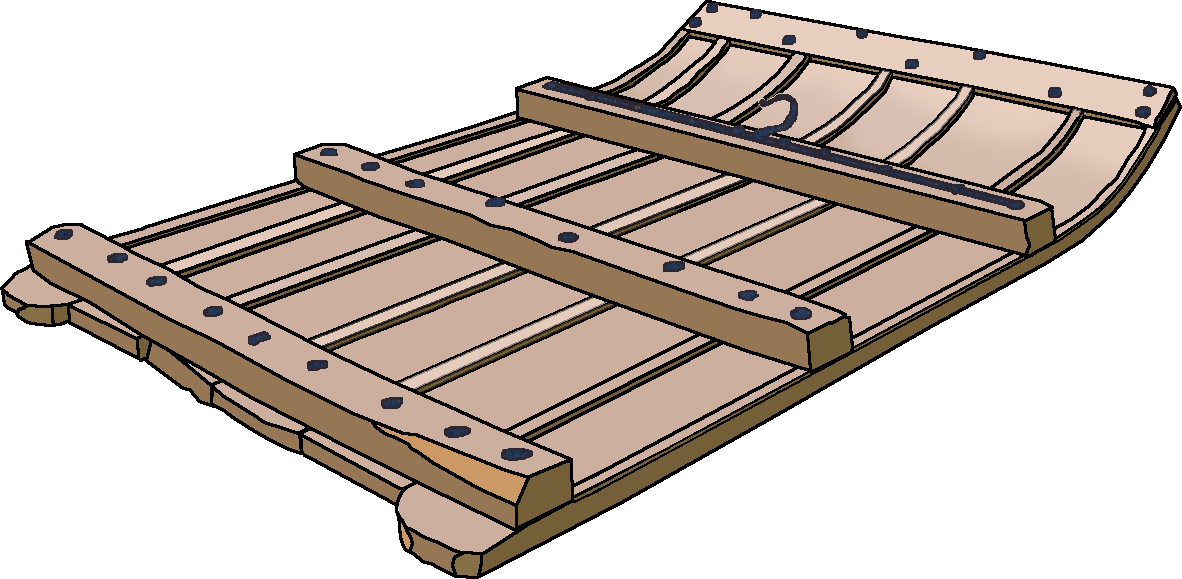
Dibujo de un trillo, siendo los gremios asociados a estos los principales hablantes de la gacería durante los y

El origen de la gacería se enmarca entre los siglos XII y XIII, cuando se produce una de las últimas fases en la repoblación al sur del Duero. En este momento se trasladan a la zona habitantes de diferentes puntos del norte de la península ibérica atraídos por las rebajas y ventajas fiscales impuestas por las comunidades de villa y tierra, principales dirigentes en la organización política y social de esta área. Aunque el origen de esta jerga está discutida, la mezcolanza de hablantes de gallego junto a los habitantes de la zona, hablantes de castellano antiguo, parece ser una de las bases de la gacería.
Otros autores destacan la importancia de la emigración a la zona de navarros vascoparlantes, cuya influencia es reseñable en esta jerga. Además, hay tesis que analizan la importancia del árabe, ya que muchos de los habitantes establecidos eran de origen mudéjar, como así revela el estudio antropológico de la zona. Estos podrían haber establecido una relación lingüística con los emigrantes de zonas de Soria y Burgos, donde la frontera árabe con la taifa de Zaragoza y las luchas de poder entre las élites políticas castellanas, navarras y musulmanas marcaron el desarrollo de la evolución histórica de esa zona durante el Medioevo.Es posible que recibiera además influencia de la germanía y después de hablantes de francés en torno al siglo XVIII.

## Extensión geográfica

### Histórico
Además de la extensión actual, durante el siglo XVI y previamente, la presencia de la gacería fue mayor y con una dedicación menos exclusiva al mundo del comercio. El 9 de diciembre de 1519 la Comunidad de Villa y Tierra de Sepúlveda, institución política castellana de origen medieval extendida por gran parte del nordeste de la provincia y, en ese momento, también por algunos pueblos del norte de las actuales provincias de Madrid y Guadalajara, publicó una serie de ordenanzas que se aplicaban en toda esta extensión geográfica en una mezcla del castellano de la época y gacería, por lo que esta variante debía tener un reconocimiento palpable en toda esta área hasta bien entrada la Edad Moderna.
En este mismo siglo queda patente también la presencia de la variante en Segovia capital dado que el dramaturgo y actor Lope de Rueda, precursor del Siglo de Oro, incorporaría la gacería en sus obras tras su paso por Segovia, pero sin que conste su presencia en Cantalejo.

### SigloXXI
Cantalejo es el epicentro de la variante, siendo aquí donde más se promueve su uso a través de iniciativas como señales de tráfico bilingües, el Museo del Trillo o la publicación de libros en gacería.
También es conocida la variante en los pueblos de entorno, especialmente los del ochavo de Cantalejo —distrito geográfico de origen medieval—, que encabezado por Cantalejo engloba a San Pedro de Gaíllos, Cabezuela, Fuenterrebollo, Sebúlcor, Aldeonsancho, Valdesimonte, Rebollar, Aldealcorvo, Consuegra de Murera y Villar de Sobrepeña.
Otras poblaciones donde constan hablantes de la variante son: Basardilla donde fue introducida por su párroco en la posguerra tras residir en Cantalejo, Veganzones que es un municipio colindante al ochavo y Segovia capital donde a cierta presencia ya establecida se le sumó la de emigración briquera en debido al éxodo rural a partir de la segunda mitad del siglo XX. Un caso particular es el de Prádena, no lejana al ochavo, donde la existencia de una anormal cantidad de terminología exclusiva del pueblo, mucha vinculada al gremio de los arrieros, ha llevado a pensar que se trata de las reminiscencias de una antigua y prácticamente extinta lengua vehicular, quizá vinculada con la gacería.
En el cómputo global de la provincia de Segovia existe una ligera diseminación del vocabulario y hablantes, pero es escasa.
Actualmente[¿desde cuándo?] se enseña en el colegio Los Arenales de Cantalejo.

## Vocabulario
El vocabulario, aparte de una marcada carga galaico-portuguesa, tiene influencias francesas, árabes y vascas. Se conocen 353 palabras, que llegan a unas quinientas si se incluyen algunas acepciones de términos del castellano antiguo o adjetivos en desuso;igualmente hasta inicios del siglo XX se habló de la existencia de varios miles. Estas usan pronunciación que prácticamente sigue las reglas fonéticas de la lengua castellana. No obstante, este limitado número de palabras tiene una semántica propia, de manera que la misma palabra puede adoptar diferentes significados atendiendo a la posición en la frase o las palabras que la precedan.
Junto a ellas, existen términos formados de un modo diferente derivado de una acción directa (creados con una intención) o indirecta (por la propia evolución de esta variedad). Algunas palabras se han formado por un proceso de metátesis: la palabra castellana «criba» es brica en gacería (de donde procede briquero), «cribo» se convierte en brico, etc. 
Otras se han formado por aféresis: de apanar se ha derivado panar; de otana, tana.

## Ejemplos
| Gacería               | Castellano    | Origen                                                          |
| --------------------- | ------------- | --------------------------------------------------------------- |
| Ante                  | Ayer          | del gallego onte, 'ayer', y castellano antes                    |
| Bayuca                | Taberna       | del castellano coloquial bayuca, 'taberna'                      |
| Correndeiro           | Conejo        | del gallego correndeiro, 'corredor'                             |
| Meca                  | Oveja         | del catalán meca, 'ternera', y onomatopeya del balido mec, 'be' |
| Nícalos               | Orejas        | del castellano segoviano nícalos, 'níscalos, mízcalos'          |
| Sinífaros o Siníferos | Guardia Civil | del castellano signífero, 'el que lleva la señal o insignia'    |
| Urdaya                | Carne         | del vasco urdaia, 'la carne de cerdo'                           |
| Zuzón Sierte          | Jamón         | del castellano sucio, -ón                                       |

Algunos adjetivos comunes son:
- sierte (bueno, placentero)
- gazo (malo, estúpido, enfermo, feo, del vasco gaizto)
- pitoche (pequeño del vasco pitotx)
- sievo (viejo, anciano)
- quillado (loco)
- urniaco (sucio)
- langó, langón o languilla (cojo)

En gacería, «atrevido» y «atrevida» se usan como pronombres para indicar alguna persona o cosa sobreentendida de la conversación (en castellano, «atrevido» llega a significar 'impúdico' como adjetivo).
La gesticulación también desempeña un gran papel, añadiendo significado a las palabras de la gacería.

## Protección
El 14 de septiembre de 1990 Clemente Sanz Blanco, perteneciente al grupo del Partido Popular en el Senado, pidió al gobierno más protección y fomento en Cantalejo de la gacería.
El 28 de diciembre de 2012 los procuradores en las Cortes de Castilla y León del Partido Socialista Obrero Español Ana María Agudíez Calvo y José Ignacio Martín Benito, realizaron una proposición no de ley para pedir a la Junta de Castilla y León la declaración de la variante como bien de Interés Cultural, pero no salió adelante con diez votos en contra y seis a favor de la Comisión de Cultura y Turismo.
En 2018 El Adelantado de Segovia publicó un artículo de opinión pidiendo la oficialidad de la gacería «al menos a nivel provincial» para que entre en el programa educativo al igual que se hizo con el silbo gomero, declarado patrimonio cultural inmaterial de la Unesco, y que sea protegido desde las instituciones públicas revirtiendo así su desaparición; esta tesis es defendida por varias asociaciones y ayuntamientos de la provincia de Segovia.

## Obras
En septiembre de 2022, se presentó en Cantalejo El pitoche engrullón, traducción autorizada de El principito de Antoine de Saint-Exupéry en gacería, realizada por Ana Rosa Zamarro.